# Гумёр
Гумёр (фр. Goumeur) — деревня в Чаде, расположенная на территории региона Борку. Входит в состав департамента Борку-Яла. Население составляют представители субэтнической группы теда народа тубу.

## География
Деревня находится в северной части Чада, в пределах восточной части плоскогорья Тибести, на высоте 1532 метров над уровнем моря.
Гумёр расположен на расстоянии приблизительно 1000 километров к северо-востоку от столицы страны Нджамены. Ближайшие населённые пункты: Тиоро, Гаин, Козор, Юду, Аози, Ебби-Бу, Ебби-Сума.
Климат деревни характеризуется как аридный жаркий (BWh в классификации климатов Кёппена).

## Достопримечательности
В 1930 году в окрестностях Гумёра были открыты древние наскальные изображения верблюдов и чаш.

## Транспорт
Ближайший аэропорт расположен в городе Бардаи.